# Верхние Апочки
Верхние Апочки — село в составе Верхнерагозецкого сельского поселения (село Ефросимовка) Советского района (пгт. Кшенский) Курской области.

## География
Верхние Апочки расположены у истока речки Апочки.

## История
Село Верхние Апочки было основано в 1681 году. Эти земли принадлежали Ливенскому Троицко-Сергиеву монастырю.

## Примечания

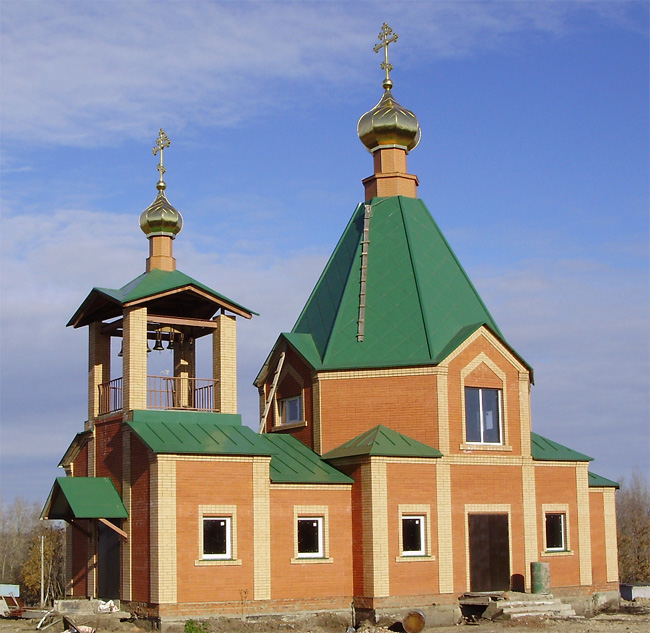
Церковь Верхние Апочки
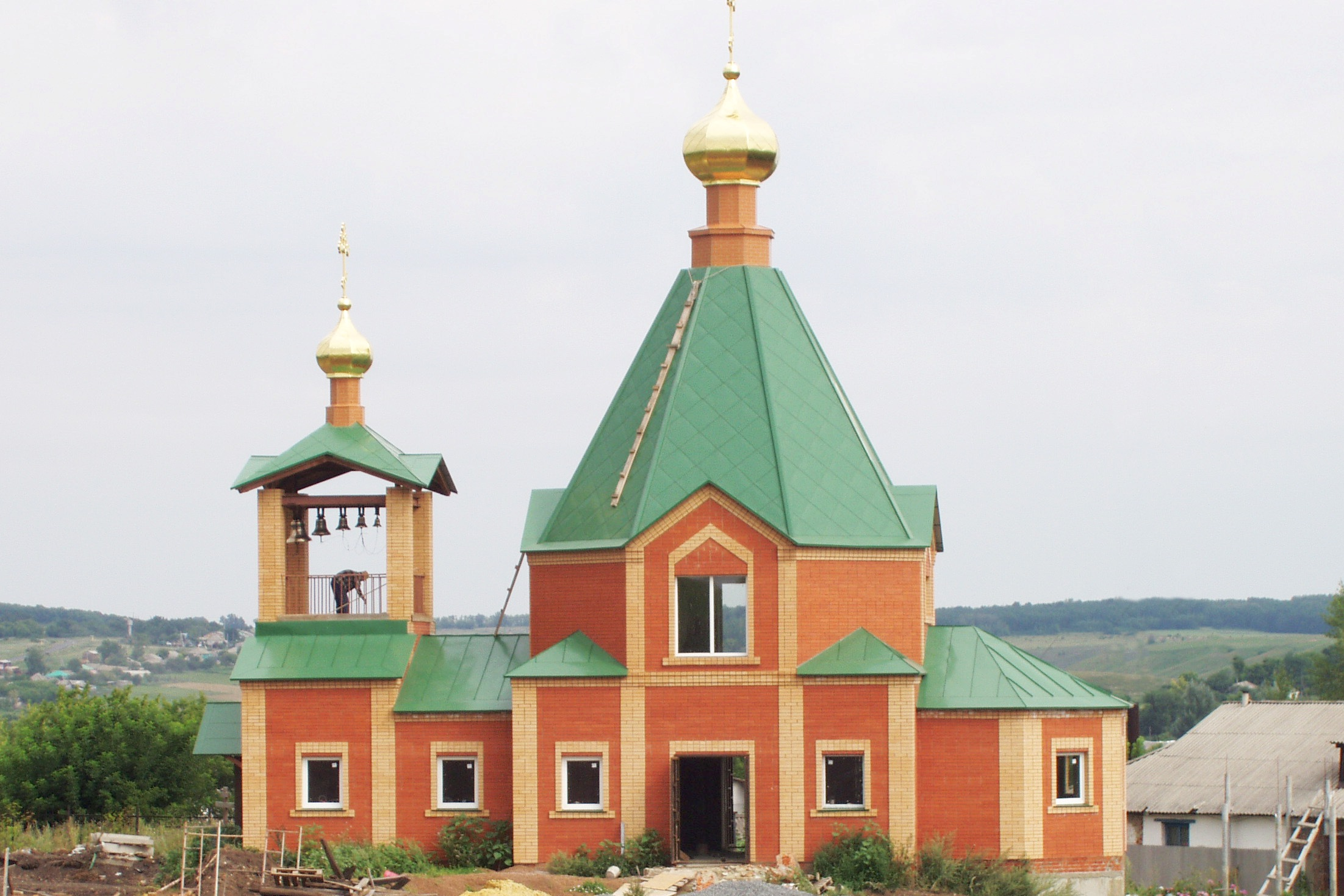
Христорождественская церковь

## Население
| 2002 | 2010 |
| ---- | ---- |
| 589  | ↘413 |